# Anseba (rijeka)
Anseba (Tigrinja: ሩባ ዓንሰባ, ar. نهر أنسيبا ) je rijeka u Eritreji, pritok Barke u Eritreji. Duga je 346 km. Izvire u Eritrejskom gorju izvan Asmare i teče u sjeverozapadnom smjeru kroz Keren. Ulijeva se u rijeku Barku blizu granice sa Sudanom.